# CORDLESS
『CORDLESS』（コードレス）はShihoの3枚目のミニアルバム。

## 内容
シンガーソングライターの星田紫帆が、「Shiho」として再出発をした約3年ぶりの作品。

## 批評
CDジャーナルは「エモーショナルなロック・サウンドを全面に、繊細なヴォーカルで真摯に歌い上げている」と評した。

## 収録曲
1. I still wanna know
2. Warped mind
3. ブラックキャット
4. JUNCTION
5. innocent world
6. シグナル
7. シークレット・トラック
8. 儚 -ヒトユメ-

作詞：Shiho(#ALL)
作曲：Shiho(#1 - 7)、Bonn(#8)
編曲：Bonn(#1, 6, 8)、麻井寛史(#2, 5)、川添さとし(#3)、岡本仁志(#4)